# Solingen (coutellerie)
Pour les articles homonymes, voir Solingen (homonymie).
Solingen est une marque de coutellerie allemande. Elle est basée à Solingen en Rhénanie-du-Nord-Westphalie.
La marque est surtout connue pour ses couteaux de combat.